# Pauvreté
Ne doit pas être confondu avec Précarité.

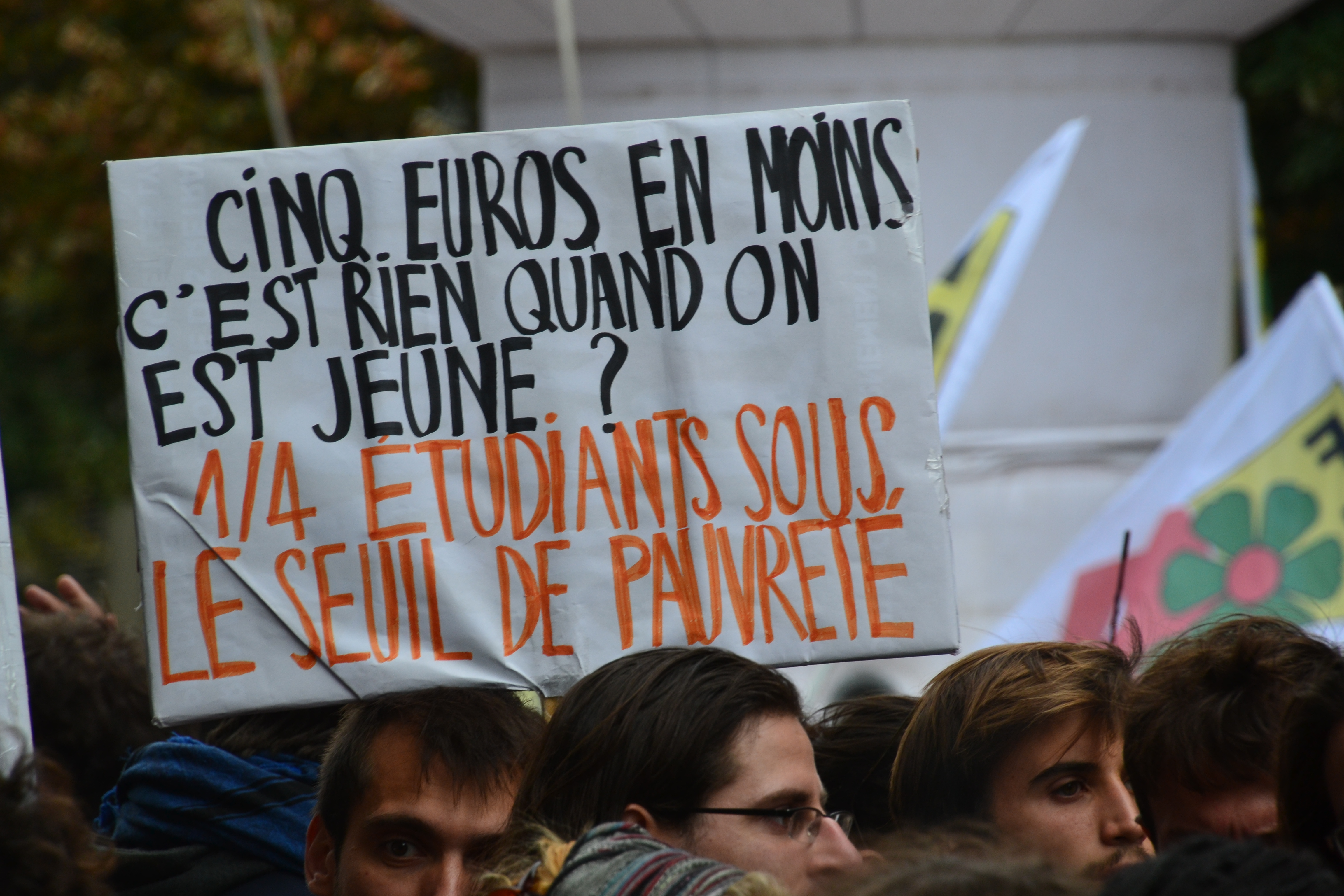
Manifestation contre la pauvreté des étudiants, France.

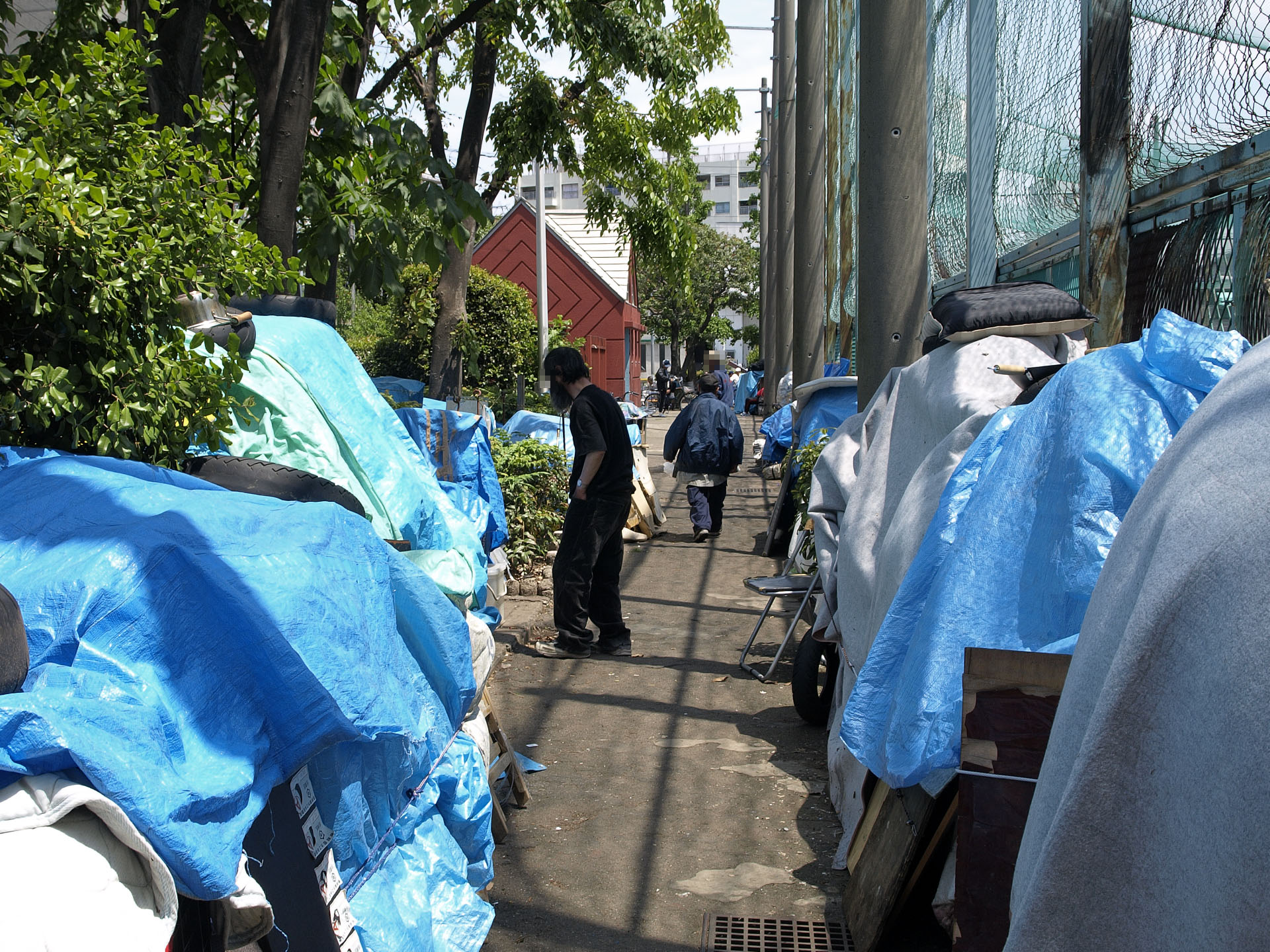
Habitants des rues du district de San'ya à Tokyo, au Japon.

La pauvreté est, dans une société donnée, le fait d'être dans une situation d'infériorité matérielle par rapport aux individus les plus favorisés ; cela se traduit notamment par des difficultés à subvenir à ses besoins et à ceux de ses proches, mais aussi par une stigmatisation de la part des personnes plus riches. Il n'existe cependant pas de définition complètement consensuelle et universelle de la pauvreté.
La satisfaction des besoins de base est jugée comme indispensable à la vie décente d'un être humain; avec le progrès technique et l'amélioration des conditions de vie dans les pays développés, une définition basée sur des seuils de pauvreté relatifs au revenu médian a vu le jour sans lien avec la satisfaction de ces besoins. Autrement dit, le nombre de pauvres est celui qui correspond à la totalité des personnes titulaires d'un revenu par habitant inférieur à un certain pourcentage du revenu médian. Ce seuil est généralement de 20 %. Le terme « pauvreté », relatif à celui de richesse, fait ainsi davantage référence aux situations d'inégalités économiques et politiques entre individus et entre sociétés.
Les sciences économiques tentent d'expliquer l'existence de la pauvreté, ainsi que les mécanismes de l'accroissement de la richesse. Les gouvernements ont un souci universel du phénomène de la pauvreté, et s’efforcent de la contrôler, si ce n’est par égard pour la vie des individus et des groupes de personnes parce que des conflits entre les pauvres et les riches ont jalonné l'histoire du monde, et peuvent donc menacer les pouvoirs existants. La pauvreté est une cause majeure de souffrance, et l'égalité entre les êtres humains est au centre de diverses conceptions morales, philosophiques et religieuses. Il existe différents types de pauvreté.

## Origine et mesure
La pauvreté est un phénomène qui peut être considéré sous divers aspects, en lien avec la richesse disponible, l'organisation du travail et le chômage, le développement des sociétés et les modes d'impositions des gouvernements, ainsi que les principes moraux et religieux qui peuvent se manifester en rapport avec les inégalités économiques.
La pauvreté matérielle dans les cercles d'échanges économiques est associé à l'incapacité totale ou partielle d'obtenir de la nourriture, des vêtements et un abri pour se nourrir, s'habiller et se loger.
Elle est estimée au moyen de seuils de pauvreté (un individu est considéré comme pauvre lorsque son niveau de vie est inférieur au seuil de pauvreté choisi). Différentes définitions de ces seuils existent ; les pays développés utilisent généralement des seuils relatifs, alors que la pauvreté dans les pays en développement est estimée au moyen de seuils de pauvreté absolus. Du fait de sa simplicité, cette définition est couramment utilisée pour définir les individus pauvres et mesurer le taux de pauvreté d'une population.

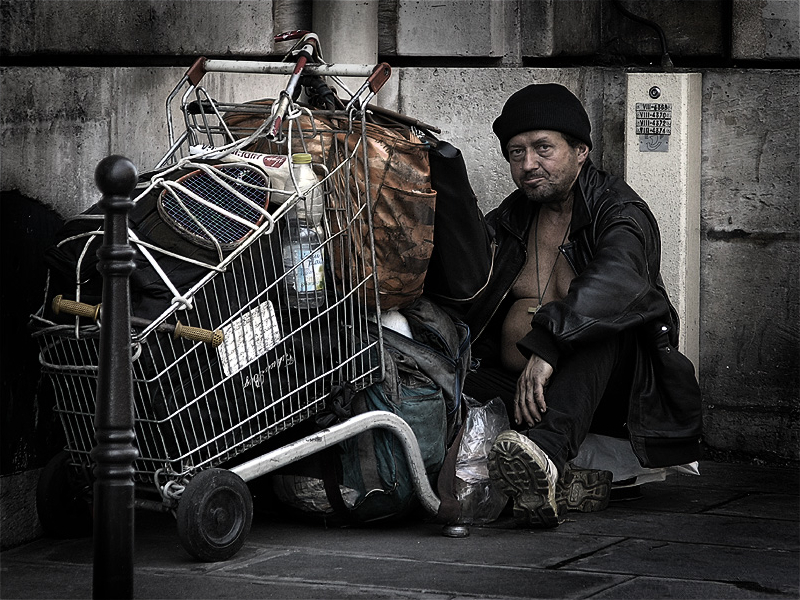
Un SDF, Paris, France.

- Selon l'approche absolue, le seuil est fixé depuis les travaux de Benjamin Seebohm Rowntree en 1901, en fonction d'un panier de biens alimentaires et non alimentaires nécessaires à la survie quotidienne (2 400 calories par jour pour la pauvreté et 1800 pour l'extrême pauvreté). Les biens non alimentaires comprennent l'habillement, le transport, l'hygiène, l'eau et l'énergie.
- Les États-Unis et le Canada ont recours à la mesure absolue de la pauvreté. Aux États-Unis, le seuil de pauvreté en 2015 a été fixé à 24 250 $ (revenu annuel total) pour une famille de quatre[3] personnes. Au Canada, un nouveau seuil de pauvreté a été introduit en 2010 qui mesure le coût absolu d'un niveau de vie minimal - composé d'un régime alimentaire nutritif, des besoins de transport de base et d'un logement adéquat. La mesure est révisée périodiquement pour refléter les changements dans la société[4].
- Par comparaison, la Banque mondiale a introduit comme une mesure de la pauvreté absolue dans les pays les plus pauvres du monde, une ligne de la pauvreté de « un dollar par jour » en 1990. Un nouveau seuil de pauvreté de 1,25 $ par jour a été introduit en 2005 (l'équivalent de 1,00 $ par jour en 1996, les prix américains)[5],[6].
- En Europe, la mesure de cette pauvreté mesurant la privation matérielle et sociale ne passe pas par un équivalent monétaire, mais vise à identifier directement les privations déclarées, de sorte que pauvreté absolue (privations) et relative (monétaire) ne se recoupent pas toujours, avec par exemple en France 12,7 % de la population touchée par la pauvreté absolue en 2016, 13,6 % touchée par la pauvreté monétaire, mais seulement 6 % touchée par les deux formes[7].
- Selon l'approche relative, le seuil est fixé par rapport à la distribution des niveaux de vie de l'ensemble de la population, avec comme référence le revenu médian (le revenu médian est le revenu séparant la population en deux, c'est-à-dire que la moitié de la population a un revenu plus élevé, et la moitié un revenu inférieur). Eurostat fixe le seuil de pauvreté relative à 60 % du niveau de vie médian européen. Ce mode de mesure est critiqué pour être davantage une mesure des inégalités que de la pauvreté[8], ce qui se traduit par des effets contre-intuitifs : un enrichissement de la population la plus riche, au-dessus du revenu médian, ou de la population la plus pauvre, en dessous du niveau de pauvreté, ne change rien à l'indicateur, tandis qu'inversement un appauvrissement de la classe moyenne en faisant passer une partie sous le revenu médian va faire baisser ce dernier et « réduire » la pauvreté apparente, un enrichissement inverse augmentant le revenu médian avec l'effet inverse (« augmenter » la pauvreté)[9].

Ces deux mesures dévoilent deux regards sur le problème de la pauvreté, deux conceptions politiques que l'on pourra en première approche qualifier de « socialistes » et de « libérales ». À travers le prisme socialiste, la pauvreté s'analyse avant tout comme étant le résultat d'une situation d'exclusion : les rapports sociaux et les inégalités de richesse sont des mécanismes générateurs de discrimination et la principale cause de la pauvreté. La vision libérale considère la pauvreté comme étant l'incapacité ou l'impossibilité pour un individu d'accéder comme les autres à l'épanouissement et à la satisfaction de ses besoins fondamentaux, souvent pour des causes relevant de la volonté ou de la capacité de l'individu lui-même. Les deux conceptions, simplifiées ici, reconnaissent que la pauvreté peut aussi résulter d'incapacités physiques ou mentales se traduisant par un handicap, mais diffèrent sur les moyens d'y remédier.

### Développement humain

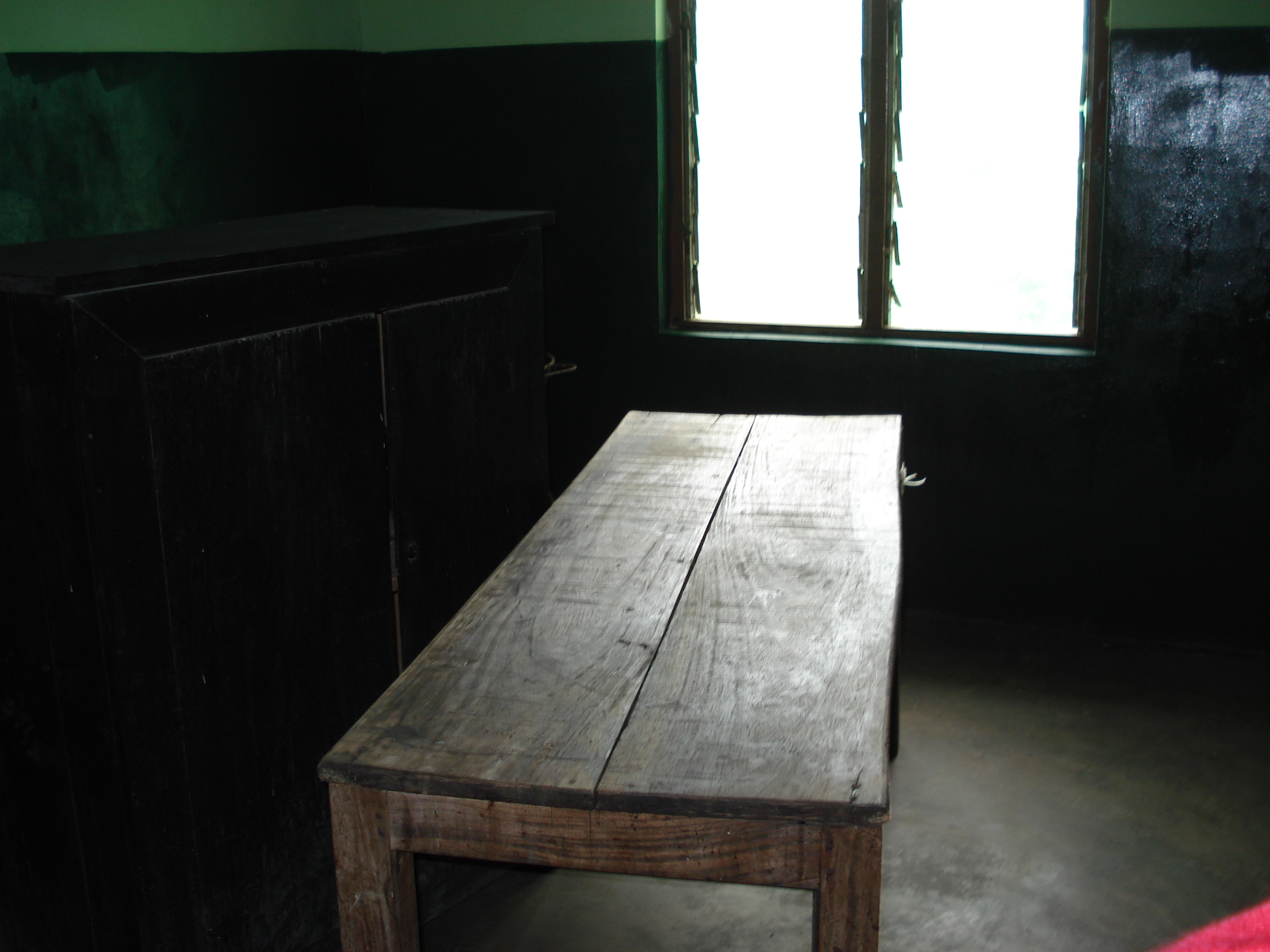
Table de chirurgie, Nigeria.

Outre la dimension pécuniaire, la pauvreté s'exprime sous des dimensions regroupées sous le terme de « pauvreté humaine ». Il s'agit des dimensions sanitaire, éducationnelle, sociale, culturelle, et politique de la pauvreté.
Le Programme des Nations unies pour le développement (Pnud) a conçu en 1990 l’indice de développement humain, puis deux indicateurs synthétiques de pauvreté : l'IPH-1 et l'IPH-2 (Indicateur de pauvreté humaine). Ces indicateurs sont très corrélés.

### Les causes de la pauvreté
La pauvreté peut résulter de situations chroniques hérités de la naissance, dont le cas extrême est l'esclavage, mais également se perpétuer de génération en génération par le biais de l’organisation sociale en lien avec l'accès à l’éducation, l’état de santé, ou des statuts politiques particuliers ; elle peut également survenir par des incidents dans la vie d'une personne, comme la spoliation, les catastrophes naturelles et la destruction de biens, le chômage, etc.
Mais cela engendre souvent un cercle vicieux. La pauvreté oblige à se loger à bas prix, donc dans des quartiers ayant mauvaise réputation, où il y a peu de travail et une offre éducative dégradée, une criminalité sinon plus élevée du moins plus violente, une prévention médicale moins active, etc. Les chances de trouver un revenu par le travail sont moindres, la tentation plus forte de faire appel au travail illégal (« au noir »), à des sources de revenu illusoires (loteries, paris) ou dangereuses (crime, drogue) ou encore dégradantes (prostitution), les risques d'accidents sont plus importants, et l'exploitation par les mafias, ou groupes organisés, sont des facteurs de désocialisation, voire d'une insécurité à la fois personnelle et globale,.
Ce phénomène peut toucher les enfants et les adolescents, qui dans un tel contexte commencent leur vie avec un handicap, même si le pire n'est nullement atteint pour eux. Dans les pays en développement, où les ressources sont rares, les conséquences sont encore plus marquées (famines, catastrophes sanitaires…).
En particulier, en Occident, la mobilité spatiale souvent nécessaire pour trouver un emploi hors de zones d'habitation qui en offrent peu est freinée par la pauvreté. Et le coût de cette mobilité (déménagement, frais de déplacements ou possession d'un véhicule) pèse d'autant plus lourd que les revenus sont faibles.
Pour Karl Polanyi, l'avènement du libéralisme au début du XIXe siècle a joué un rôle essentiel dans l'accroissement de la pauvreté dans les pays du Nord. Le « triomphe libéral » a, en effet, mis fin à deux types d'assurance de l'individu contre les risques sociaux. D'une part, en le séparant de sa famille (idée proche de celle de Marx), le système a accru la vulnérabilité de l'individu en le privant d'un véritable appui de ses proches (solidarité familiale ou clanique). D'autre part, en abrogeant les lois sur le blé, ou corn laws (1795-1834), l'État libéral a mis fin à un système d'aide publique efficace contre la pauvreté.
Dans la plupart des pays en voie de développement, essentiellement en Afrique et en Amérique latine où les pauvres meurent de faim, la pauvreté a trois causes principales. Tout d'abord, ceux dont le revenu est bas, très nombreux, bien qu'ils aient une propension à consommer élevée, n'ont pas la possibilité (selon la loi psychologique fondamentale de Keynes) d'accroître les débouchés internes[Quoi ?]. Ensuite, l'étroitesse du marché que cette situation suscite pousse les détenteurs de hauts revenus (oligarchie politique, grands membres de profession libérale) à épargne élevée à la placer à l'étranger. Cette fuite de capitaux engendre moins d'investissement, de production et d'emploi et donc plus de chômage, d'inégalités et de pauvreté. Enfin, l'insuffisance des revenus de la population urbaine fait que les produits agricoles sont vendus à bas prix dans les marchés des villes. Par conséquent, la baisse des revenus ruraux engendre une baisse de la production de chaque travailleur agricole, de son salaire réel et donc plus de pauvreté rurale.

## Pays du Nord

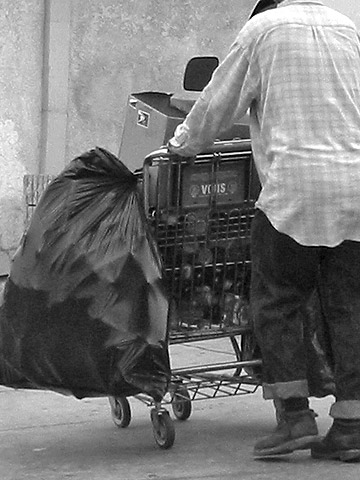
Pauvreté marginale : un sans-abri aux États-Unis.

Au début du XXe siècle, Benjamin Seebohm Rowntree effectue de nombreuses enquêtes sur la pauvreté dans la ville d'York et distingue ce qu'il appelle la pauvreté primaire (absence de ressources suffisantes) de la pauvreté secondaire (niveau de ressources qui pourrait être suffisant mais qui est compromis par une gestion déraisonnable ou des dépenses inconsidérées).
Serge Paugam distingue lui trois formes de pauvreté :
- la pauvreté intégrée est la situation de pays ou de régions économiquement en retard. Comme la pauvreté est depuis longtemps largement répandue, les pauvres ne sont pas stigmatisés et bénéficient de la solidarité familiale ou de la socialisation par une pratique religieuse qui reste intense. L'économie informelle est particulièrement développée. C'est une pauvreté sans exclusion (ou, plus exactement, l'exclusion suit sa dynamique propre indépendamment de la pauvreté) ;
- la pauvreté marginale est la pauvreté d'une petite partie de la population au sein d'une société prospère. Ces pauvres, considérés comme des « cas sociaux » inadaptés au monde moderne, sont fortement stigmatisés ;
- la pauvreté disqualifiante touche les sociétés post-industrielles, où les activités de services sont très prépondérantes, touchées par des difficultés économiques. Les pauvres sont considérés à travers l'image de la chute ou de la déchéance. L'angoisse du chômage et de l'exclusion touche une grande partie de la société.

En appliquant ce modèle aux différents pays d'Europe, plusieurs grandes régions se distinguent : au Sud, l'Italie, la Grèce, le Portugal ou l'Espagne ont des taux de pauvreté plus importants (plus de pauvres et des pauvres plus démunis) qu'au Nord, mais les pauvres sont bien intégrés dans la population ; ils ne sont pas stigmatisés. Au Nord (pays scandinaves), le système préventif est très développé et maintient le niveau de vie des pauvres au prix d'un contrôle étroit de leur vie privée. Cette situation de pauvreté marginale correspond également grosso modo à la situation de la France des années 1960 et 1970.
En France, la pauvreté disqualifiante domine. Par ailleurs, il y aurait en France une double institutionnalisation de la pauvreté : d'une part par le revenu de solidarité active (RSA), sorte d'officialisation de la pauvreté, d'autre part en déléguant la distribution alimentaire aux associations comme Les Restos du cœur, à l'origine conçus comme un palliatif temporaire et qui sont maintenant pleinement intégrés à la gestion de la pauvreté.

## Répartition

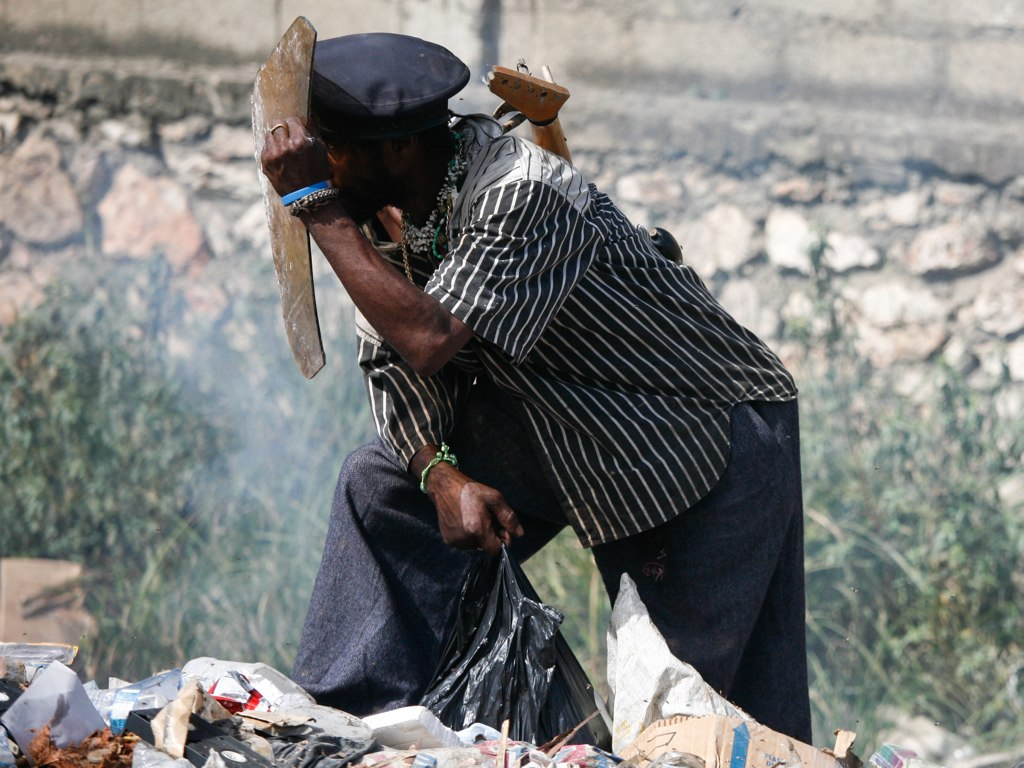
Recherche dans les détritus, Haïti.

### Répartition mondiale
Les estimations de la pauvreté dépendent des définitions utilisées. Ainsi, d’après le Programme des Nations unies pour le développement (PNUD), les pays où la pauvreté est la plus forte sont des pays d’Afrique, en particulier les pays les moins avancés.
Les indicateurs du PNUD permettent d’établir des comparaisons entre pays ; ainsi, vers 2005, le Tchad est le pays où la pauvreté humaine est la plus forte et la Sierra Leone est le pays où le développement humain est le plus faible ; l’Islande est le pays à plus grand développement humain et la Suède à plus faible pauvreté humaine.
En 2008, la Banque mondiale a fixé à 1,25 dollar américain par jour le seuil de pauvreté international, contre un dollar précédemment. Le nouveau seuil représente le seuil de pauvreté moyen des dix à vingt pays les plus pauvres. Selon ce nouveau critère, 1,4 milliard de personnes dans le monde en développement vivent sous le seuil de pauvreté en 2005, contre 1,9 milliard en 1981. Le taux de pauvreté mondial a été divisé par deux (de 52 % à 26 %), mais il est stable en Afrique subsaharienne (50 %). Pour les pays à revenu intermédiaire, la Banque mondiale trouve plus indiqué de fixer le seuil de pauvreté à 2 $ par jour, ce qui donne un total de 2,6 milliards de personnes sous ce seuil.
Selon le seuil de pauvreté de 1 dollar par jour en parité de pouvoir d'achat 1985, la majorité des pauvres se trouvent en Asie du Sud (39 %), en Asie de l'Est (33 %) et en Afrique subsaharienne (17 %). Les pays comptant plus de la moitié de leur population sous le seuil de pauvreté sont : Guatemala, Guinée-Bissau, Inde, Kenya, Lesotho, Madagascar, Népal, Niger et Zambie.

### Évolution mondiale
Les appréciations divergent sur l'évolution de la pauvreté. Les clivages portent sur :
- le sens d'évolution :
  - en général, les interventionnistes étatiques ont tendance à la voir gravement croître (et à préférer les indicateurs relatifs),
  - les libéraux ont tendance à trouver que la pauvreté est plutôt en régression ;
- l'analyse des causes et l'énonciation des remèdes :
  - les uns pensent que la pauvreté résulte d'un manque d'intervention des pouvoirs publics,
  - les autres estiment que la meilleure façon de lutter contre la pauvreté est de laisser les institutions caritatives et les âmes charitables agir[réf. nécessaire].

Durant la Révolution française est apparu pendant un moment le « Quatrième ordre », celui des pauvres journaliers, des infirmes, des indigents... à côté des trois « ordres » (noblesse, clergé, Tiers état) convoqués aux États généraux.
Selon un rapport de la Banque mondiale publié le 26 août 2008, le nombre des « extrêmement pauvres » dans le monde (vivant avec moins de 1,25 $ par jour) a diminué de 500 millions, et leur proportion dans la population totale est tombée de 52 % à 26 % entre 1981 et 2005, avec des revenus restant en dessous du seuil de 2 $ par jour.
| Part de personnes (%) vivant avec moins de | 1981 | 2001 |
| ------------------------------------------ | ---- | ---- |
| 1,08 $1993                                 | 40,4 | 21,1 |
| 2,15 $1993                                 | 66,7 | 52,9 |

Ces progrès diffèrent selon les régions. L'Asie de l'Est affichait le taux de pauvreté le plus élevé du monde avec 80 % en 1981. Ce taux est tombé à 18 % et 600 millions de personnes sont sorties de la très grande misère. Le taux de pauvreté recule aussi en Asie du Sud, en Amérique latine, aux Caraïbes, au Moyen-Orient et en Afrique du Nord, cependant le nombre des très pauvres ne baisse pas.
Le taux de pauvreté de l'Afrique subsaharienne n'a pas diminué depuis vingt-cinq ans (50 %). Le nombre de très pauvres (en moyenne, moins de 0,70 dollar de revenu par jour) a pratiquement doublé, passant de 200 à 380 millions de personnes. En 2015, un tiers du milliard de pauvres du monde habitera l'Afrique subsaharienne,.
Les inégalités régionales s'accroissent donc surtout aux dépens de l'Afrique noire. Si l'on prend l'indicateur de pauvreté à 1,08 $, en 1981 un pauvre sur dix vivait en Afrique ; en 2003, près d'un sur trois. L'autre grande zone où la pauvreté s'est accrue regroupe les pays de l'ex-URSS. Les résultats sont beaucoup plus dramatiques si le critère de la mesure du phénomène n'est pas le dollar courant mais le dollar constant ou le pouvoir d'achat (l'équivalent du revenu quotidien en termes de biens et de services). En effet, le niveau général des prix a certainement augmenté, partout dans le monde, entre le début des années 1980 et celui des années 2000. Il a explosé après l'effondrement du bloc socialiste de 1990, la situation semble cependant s'améliorer sensiblement ces dernières années. Les deux grandes zones où la pauvreté a régressé sont l'Asie de l'Est et l'Asie du Sud, le résultat étant un peu moins bon pour l'Inde que dans le reste de la région. Enfin l'Amérique Latine, les Caraïbes et le Moyen-Orient restent relativement stables.
Cette mesure de la pauvreté et de son évolution contrarie l'idée popularisée dans certains milieux politiques que la situation économique se dégrade pour les plus pauvres du fait de la mondialisation et plus généralement du capitalisme ; elle suscite donc scepticisme et critique. Par exemple, selon Thomas Pogge (un philosophe de la justice, et non un économiste) :

« les méthodes de calcul de la Banque Mondiale sont extrêmement douteuses. Il y a des raisons de penser qu’avec une méthode plus plausible on observerait une tendance plus négative et une pauvreté beaucoup plus étendue (…) Tant que la méthode actuelle de la Banque mondiale et les données qui se basent sur elle conserveront leur monopole dans les organisations internationales et dans la recherche universitaire sur la pauvreté, on ne pourra pas prétendre prendre ce problème réellement au sérieux. »

Selon l'économiste François Bourguignon, professeur à l'École d'économie de Paris après avoir été économiste en chef et premier vice-président de la Banque mondiale, la notion de « pauvreté extrême », sur laquelle se base la Banque Mondiale pour proclamer la réussite des Objectifs du millénaire pour le développement (elle aurait diminué de moitié sur les dix dernières années et d'un peu moins des deux tiers depuis 1990), dissimule une réalité de la pauvreté bien moins rassurante : doubler le seuil de pauvreté de 1,90 à 3,80 dollars par jour multiplie le nombre de pauvres par trois, le portant à plus de 2 milliards en 2015, et divise par deux son rythme de décroissance.

## Éducation
En général, les interactions du genre et de la pauvreté ou du lieu de résidence s’exercent soit au détriment des filles dans les pays pauvres où les taux d’achèvement sont faibles et où, en vertu des attentes sociales, les filles sont censées se marier à un jeune âge, soit au détriment des garçons dans les pays plus riches où les taux d’achèvement sont élevés mais où, en vertu des attentes sociales, les garçons sont censés entrer très tôt sur le marché du travail.
Dans la plupart des pays affichant un taux d’achèvement du primaire inférieur à 60 %, on constate des disparités entre les sexes au détriment des filles, notamment lorsqu’elles sont pauvres et qu’elles vivent dans des régions rurales. En Mauritanie, l’indice de parité entre les sexes ajusté est en moyenne de 0,86 mais il n’est que de 0,63 dans le quintile le plus pauvre, tandis que, dans le quintile le plus riche, la parité a été atteinte. Dans les pays où le taux d’achèvement se situe entre 60 % et 80 %, les disparités entre les sexes sont généralement moins marquées, bien que les disparités au détriment des filles pauvres soient particulièrement fortes au Cameroun, au Nigeria et au Yémen. Les disparités s’exercent au détriment des garçons dans les pays où l’économie pastorale repose sur le travail des garçons, comme en Eswatini, au Lesotho et en Namibie.

## Préjugés et marginalisation politique

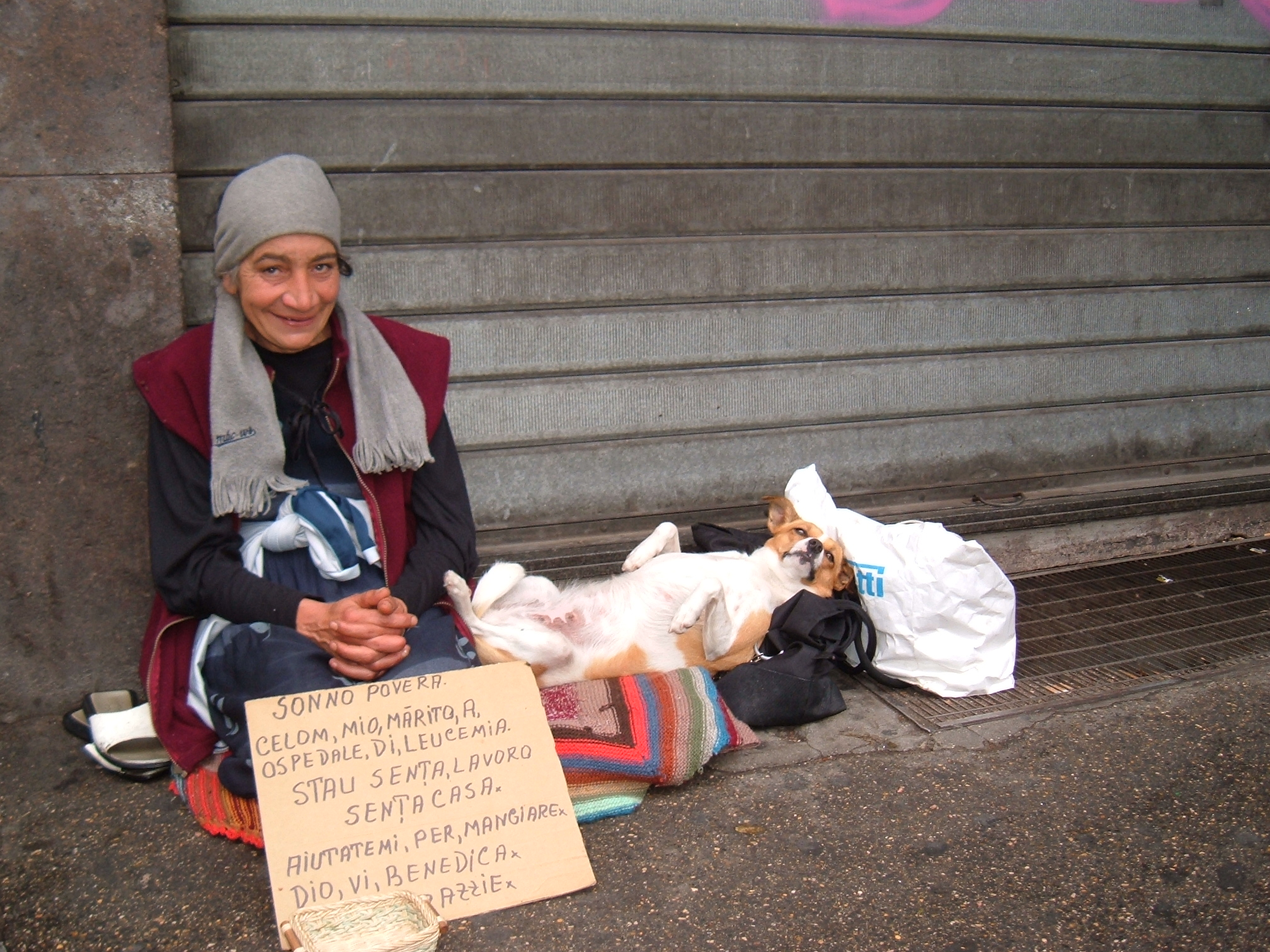
Une femme et son chien à Rome.

En plus d'être en elle-même une situation de carences provoquant stress et détresse, la pauvreté est reliée à des phénomènes de stigmatisation et de marginalisation sociale et politique sur la base d’affirmations plus ou moins fondées, discutables, mais exprimées et perçues comme des préjugés. Le phénomène est universel, et le recensement des préjugés contre les pauvres par des organismes comme ATD Quart Monde et la Mission régionale d'information sur l'exclusion (MRIE) de Rhône-Alpes a une portée générale ; on dit par exemple que « les pauvres sont des "paresseux" et des "incompétents" qui "se complaisent dans leur situation" ; que ce sont des "fraudeurs" et des "voleurs du système" », quand ils reçoivent une aide de l'État.
Les préjugés contre les pauvres tendent parfois à remettre en question les droits des personnes, avec des affirmations telles que « ils font des enfants pour toucher des prestations sociales », ou « ils n'ont rien à dire sur rien parce qu'ils sont exemptés d'impôts ». Puisque ces préjugés sont véhiculés dans les médias, et qu'ils trouvent des échos ou même des défenseurs chez les politiciens, il demeure difficile pour les pauvres d'avoir une reconnaissance sociale et politique constructive, et de mener une lutte contre la pauvreté en tant que classe, alors que prévaut une espèce de lutte contre les pauvres, notamment de la part de ceux qui sont à peine plus riches et qui ont des emplois précaires ou mal payés.

## Lutte

### Histoire
- Si vous ne connaissez pas le sujet, laissez ce bandeau (vous pouvez alors contacter les auteurs).
- Si vous supprimez le contenu mis en cause (vous pouvez préalablement contacter les auteurs),

argumentez précisément cette suppression dans la page de discussion
(un manque de référence n'est pas un argument ; une recherche réelle de référence doit avoir été effectuée, être formellement documentée).

#### La pauvreté au Moyen Âge
La société médiévale occidentale est une unité fondée sur la domination du christianisme et sur le programme universaliste de l’Église qui engendrent toute une variété d'attitudes, de comportements envers la pauvreté, tous argumentés à partir de la même source : l'Écriture sainte[réf. incomplète]. Englobant une grande partie d’indigents, le terme de pauvreté au Moyen Âge peut aussi bien désigner l'infirme, que la veuve, l’orphelin, le lépreux ou encore le fou. C’est dans cette pluralité de la misère que les élites, les clercs et les aristocrates nous livrent des conceptions ambivalentes de la pauvreté qui témoignent non seulement d’un fort enracinement religieux mais aussi d’une évolution de ce terme au cours du Moyen Âge. Selon la définition donnée par Michel Mollat, le pauvre est « celui qui, de façon permanente ou temporaire, se trouve dans une situation de faiblesse, de dépendance, d’humiliation, caractérisée par la privation des moyens, variables selon les époques et les sociétés, de puissance et de considération sociale : argent, relations, influence, pouvoir, science, qualification technique, honorabilité de la naissance, vigueur physique, capacité intellectuelle, liberté et dignité personnelle ». La pauvreté, pleinement acceptée dans la société médiévale, est investie d’un rôle structurel, l’Église en est la représentante et assure en grande partie l’aumône ainsi que les activités de bienfaisance.
La vision manichéenne propre aux écrits catholiques, cette lutte permanente entre le Bien et le Mal a des répercussions dans la conception même du pauvre puisqu’à « la pauvreté honnête et sanctifiante s’oppose la pauvreté pécheresse ». Dans les mentalités médiévales, c’est Dieu qui décide du sort de chacun et qui est donc l’auteur de cette « inégalité divine » : tandis que les uns sont dotés de richesse et de puissance sociale, d’autres souffrent dans une grande misère. Dans cette pensée, l’homme doit accepter avec humilité sa condition puisque ce comportement sera alors garant du rachat de ses péchés et du Salut de son âme. Imprégné dans cette dualité, le pauvre et les sentiments qu’il inspire s’inscrivent pleinement dans cette dynamique chrétienne qui l’utilise pour pérenniser l’ordre social : la présence des pauvres est considérée comme s’inscrivant naturellement dans le plan du Salut. Qu’il soit « bon » ou « mauvais », « volontaire » ou « involontaire », le pauvre est utile à la société médiévale en tant qu’intercesseur privilégié entre les riches et Dieu, lié par un contrat avec l’aumône. « Dieu aurait pu faire tous les hommes riches, mais il voulut qu’il y ait des pauvres en ce monde, afin que les riches aient une occasion de racheter leurs péchés ».

#### La pauvreté théologique,XIeetXIIesiècles
Si la société mérovingienne était plutôt méprisante à l’égard des pauvres, c’est seulement au cours des XIe et XIIe siècles, sous l’influence des Pères de l’Église et de l’activité monastique, que la pauvreté devient une valeur spirituelle. Ce sont ces Pères de l’Église qui ont fait la distinction entre pauvreté et indigence et ont prôné l’acceptation de la pauvreté matérielle comme étant le meilleur moyen d’accéder au Salut. Selon cette doctrine, la pauvreté est valorisée lorsqu’elle procède d’un libre choix. À l’instar de Jésus, qui se dépouilla volontairement de sa puissance de roi et de fils de Dieu, le moine devient un « pauvre du Christ ». Tout acte de renoncement à ses biens matériels, à son rôle social et à son pouvoir est considéré comme digne d’être imité. L’éloge de la pauvreté ne concerne alors, à ce moment-là, pas tous les pauvres, mais seulement une mince frange de la société, une élite en quête de perfection dans sa vie chrétienne, qui renonce volontairement à accomplir son rôle social. Cette « économie du Salut » reposerait alors sur une « répartition des tâches » puisque le message varie en fonction du milieu auquel il s’adresse : les indigents, qui ne font pas partie de cette catégorie de pauvres volontaires et qui subissent leur condition, sont encouragés à accepter humblement leur statut. En effet, dans leur cas, abandonner leur rôle social est un acte orgueilleux et non emplit d’humilité. Cette recherche d’un idéal de vie ascétique ne concerne que le milieu aristocratique, puisque, dans une certaine mesure, la voie du Salut passe par la contestation de la réalité sociale de ce monde. Les mouvements érémitiques ont entraîné de nombreuses personnes à leur suite et sous leur impulsion, très rarement de pauvres, mais plutôt des hommes et des femmes d’origines aisées. Ces exclus volontaires, dans leur idéal d’imitation du Christ, partent vivre en forêt, loin de toute civilisation et vivent très modestement. Quant aux monastères bénédictins, ils accordent une grande importance à l’accueil du pauvre involontaire (l'indigent). Il convient alors de l’accueillir honorablement, puisque, dans le dogme catholique, servir le pauvre c'est servir le Christ : les moines lui lavent les pieds, lui donnent à manger, puis lui proposent le gîte.
Même inspirée de sentiments de charité, cette bienfaisance reste préméditée puisqu’elle constitue le moyen le plus sûr d’obtenir le Salut et permet, en même temps, au donateur d’augmenter son prestige social. Le pauvre reste un oublié au XIIe siècle, instrument du riche bienfaiteur, il est occulté par ce dernier. Son rôle est d’abord et avant tout de recevoir : il doit prier pour le riche auprès du Christ. Il n’est pas sujet mais objet de sanctification. Cette charité, considérée comme un devoir général, sanctionne, tout en la justifiant idéologiquement, la richesse : le riche peut désormais se racheter par l’aumône.

#### Les mouvements de charité,XIIeetXIIIesiècles

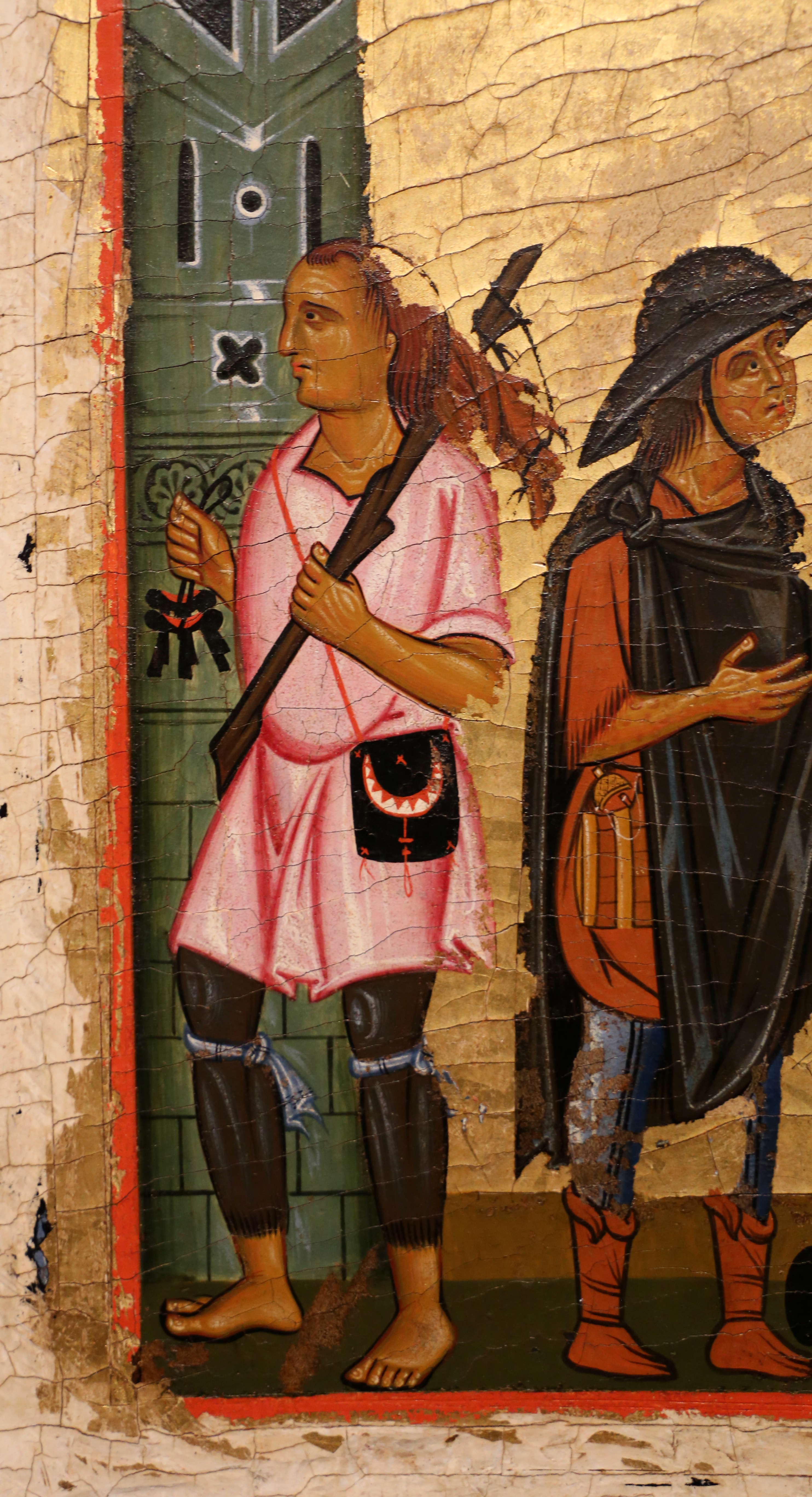
Miracle du paralytique : l'infirmité est une cause fréquente de pauvreté. Cycle des miracles de François d'Assise, Pistoia, v. 1250-1260.

Les XIIe et XIIIe siècles et leurs contextes économiques, culturels et politiques difficiles participent à une paupérisation de la population occidentale. Les famines qui se succèdent à de nombreuses reprises, la peste ainsi que les guerres fragilisent les populations et beaucoup sont contraints à l'exil. La pauvreté est complexe et se traduit par le manque de terres cultivables, l’endettement et l’explosion démographique que la production agricole avec ses outils peu développés n’arrive pas à englober. Les monastères bénédictins perdent progressivement le monopole de la bienfaisance car les charges deviennent trop lourdes. Il y a beaucoup trop de pauvres à nourrir et certains établissements ont même dû se sacrifier. C’est une période de mutation et de nouvelles impulsions pour les œuvres de bienfaisance au XIIe siècle. Les nouvelles élites bourgeoises s’investissent de plus en plus dans les milieux urbains auprès des pauvres et fondent même des hôpitaux. En effet, les progrès de la circulation monétaire ont permis à de nombreux laïcs de suppléer les seigneurs et les monastères.
Dans un contexte d’effervescence intellectuelle propre au XIIe siècle, un nouveau regard sur le pauvre se construit par le biais du mouvement canonial. Sous l’impulsion des saints François et de Dominique, les Ordres mendiants proclament la valeur humaine du pauvre et la sacralise avec le Christ. François estime le pauvre pour sa valeur spirituelle et humaine propre et non plus en tant qu’instrument servile du salut du riche. « Le pauvre est essentiellement l’homme que la faiblesse de ses moyens met à la merci de tous dans la société » disait Dominique. Allant chercher les modèles de pauvreté les plus aigus, les Ordres mendiants, d’abord placés en périphérie des villes, réussirent à s’intégrer au tissu urbain. Ayant eu un vif succès, la charge d’âmes qui leur fut accordée par l’autorité apostolique fit qu’une très large part des œuvres de miséricorde furent effectuées sous leur influence. En contact constant avec la pauvreté, les Ordres mendiants détaillent de manière précise les différentes catégories de pauvres : affamés, aveugles, boiteux, infirmes, lépreux, orphelins et enfin les dépendants. L’enseignement de ces ordres a donné une vive impulsion au mouvement de la charité entre le XIIe et le XIIIe siècle, jamais un enseignement n’avait eu une diffusion aussi large et une base doctrinale aussi élaborée. Certains cependant comme Thomas d’Aquin critiquent cette austérité et ce renoncement à l’intégralité de ses biens. Selon lui la privation de biens matériels à un tel degré doit être combattue parce que les nécessités de la vie physique sont plus impératives que celles du bien-être spirituel lui-même.
Dans ce mouvement de charité, les aumôneries princières apparaissent comme des versions laïques des aumôneries ecclésiastiques. Il s’agit de la première forme d’institution laïque d’assistance qui entraînera derrière elle d’autres initiatives semblables au XIIIe siècle au niveau des paroisses et des confréries. La charité étant un devoir général, le roi se doit de nourrir chaque jour un certain nombre de pauvres : d’une part afin d’attester de sa religiosité, d’autre part pour affirmer sa puissance, sa capacité économique à soutenir chaque jour des centaines voir des milliers d’affamés. La pauvreté et la place qu’on lui accorde est une fois de plus l’instrument du prestige social des puissants. En somme, les initiatives, qu'elles soient laïques ou religieuses ont permis au cours des XIIe et XIIIe siècles de construire un réseau serré d’hôpitaux et des services réguliers d’aumônes. Les structures ainsi que les institutions mises en place se solidifient et s’organisent progressivement.

#### Une conception négative de la pauvreté auXIVesiècle
À cette valorisation spirituelle de la pauvreté succède une conception fortement dépréciative du pauvre au XIVe siècle. En effet, le contexte est une fois de plus très difficile : les disettes, l’instabilité monétaire, la hausse des prix des vivres et des loyers, les exigences fiscales et l’exploitation du travail manuel ont aggravé les conditions de vie de la population occidentale. De nouveaux pauvres viennent grossir les rangs des indigents : ce sont des villageois en difficultés. À la ville comme à la campagne, la pauvreté devient laborieuse : elle touche des personnes qui travaillent mais qui n’arrivent plus à vivre décemment avec leurs revenus. Certains sont même obligés de se mettre en position de dépendance, dans un contrat de servage, afin d’avoir la protection nécessaire pour vivre. À la campagne, le travail précaire et le resserrement des liens de dépendance sont de nouvelles composantes de la pauvreté paysanne.

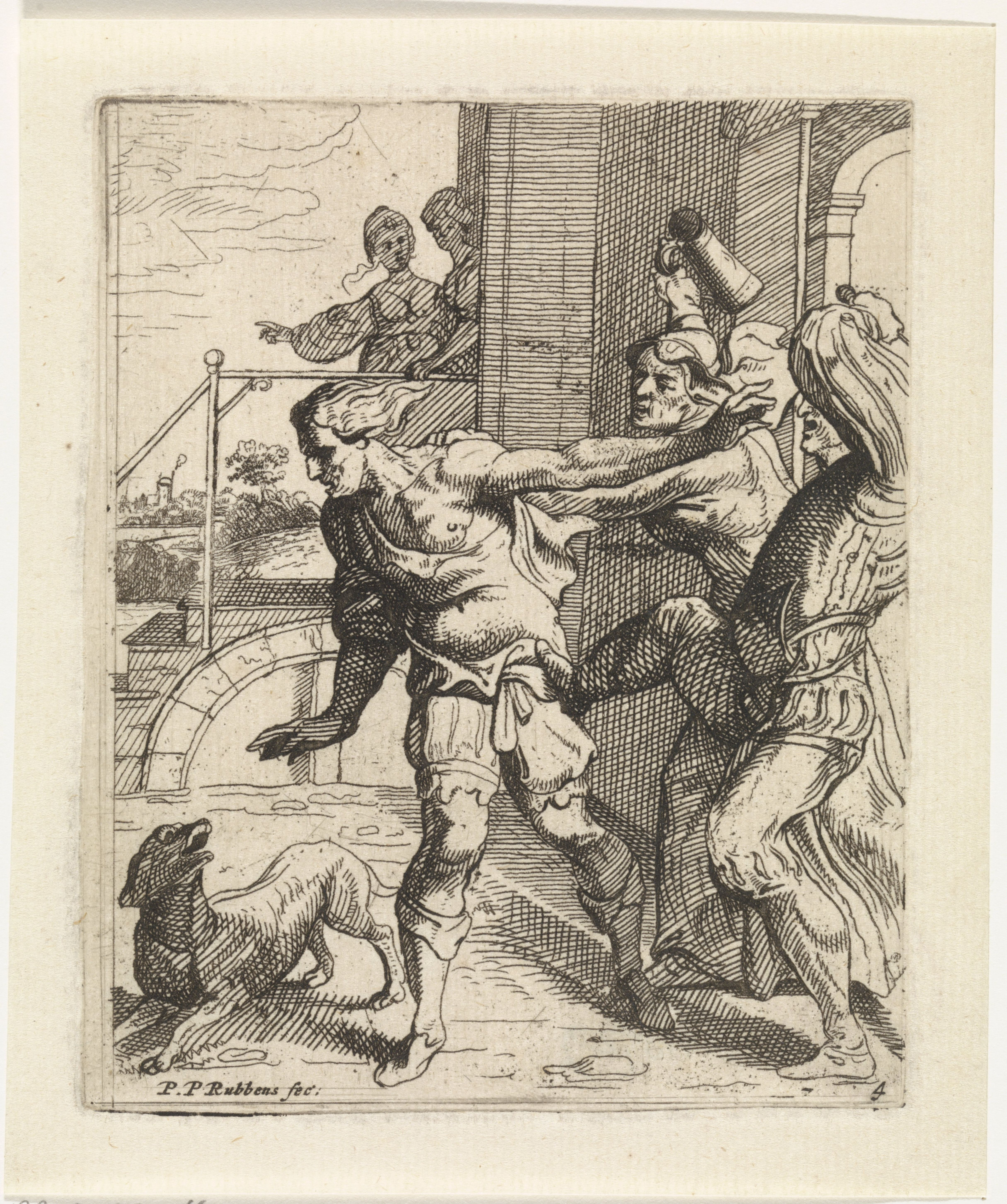
Le fils prodigue chassé de la taverne : type du mauvais pauvre ruiné par ses vices. Gravure néerlandaise d'après Pierre-Paul Rubens, v. 1694-1737.

De nouveaux écrits critiques apparaissent entre le XIIIe et XIVe siècles et portent sur la condition des mendiants. Ils s’attachent à démontrer le caractère humiliant de la misère matérielle et de l’acte de mendier, c’est notamment le cas de Guillaume Saint-Amour qui est l’un des plus virulents sur ce sujet. Dans ce courant de pensée, la misère engendre le péché de convoitise parce que le pauvre refuse d’accepter avec humilité sa condition. Les comportements qui leur sont imputés sont l’ivrognerie, la paresse, la débauche et l’escroquerie comme faisant partie intégrante de leur vie. Ces écrits témoignent d’une attitude très négative de la part des ecclésiastiques de cette époque à l’égard des pauvres. La littérature des pauvres, notamment celle des vilains est significative à maints égards puisqu’elle témoigne de l’évolution des conceptions de la pauvreté au cours du Moyen Âge. Ainsi, jusqu’au XIIe siècle, la critique des pauvres dans la littérature moralisatrice en faisait des victimes de la méchanceté des élites et des puissants. Mais au XIIIe siècle un basculement s’opère et le pauvre devient à son tour l’objet de reproches.

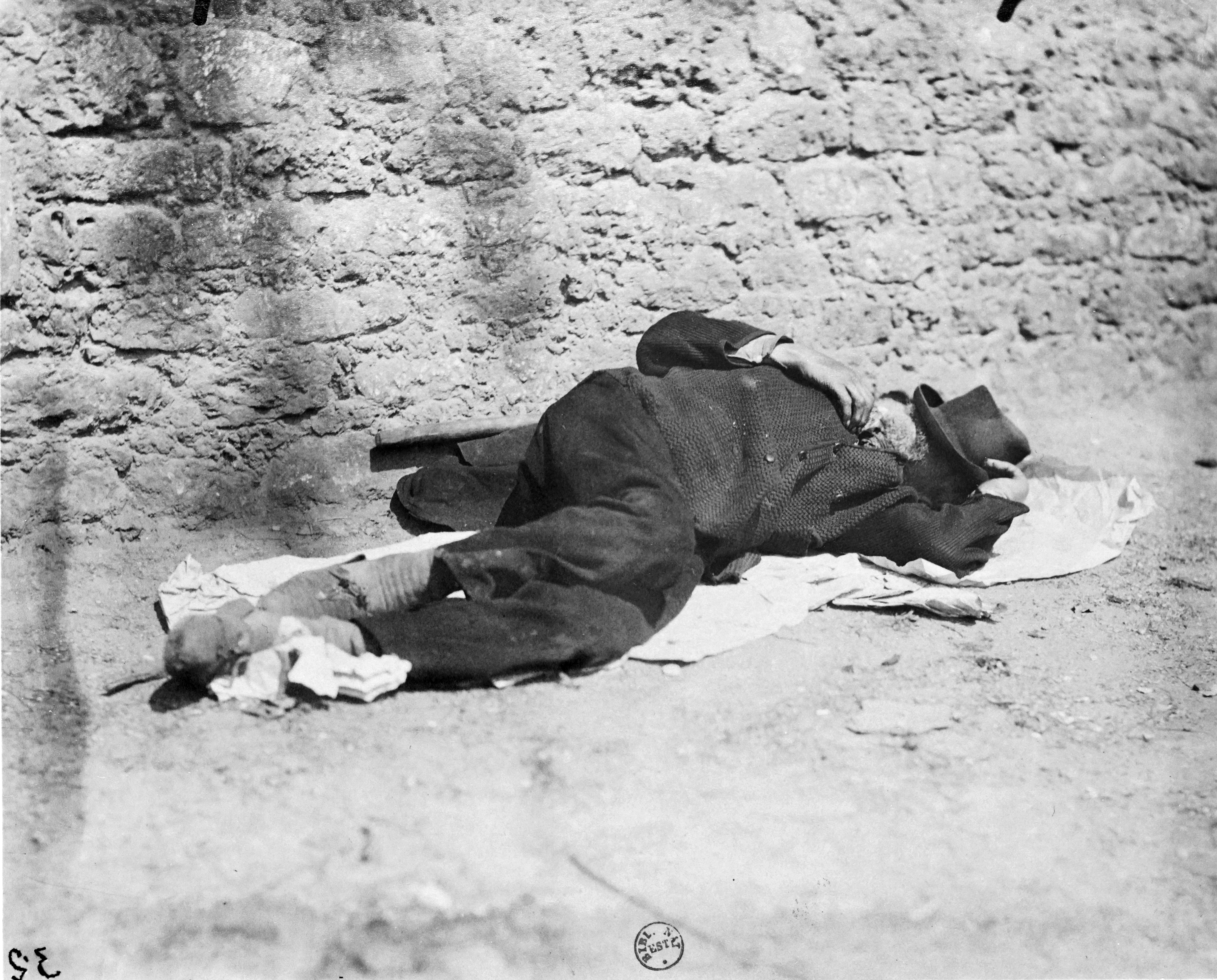
Un clochard à Paris en 1898, par Eugène Atget.

Les XVIIe et XVIIIe siècles apportent sur cette notion un grand bouleversement. En France, l’abbé de Saint-Pierre en 1724 est l'un des premiers à réfléchir sous un jour nouveau à cette question. Non pas sur la cause fondamentale des inégalités mais il cherche à concilier utilité et philanthropie. Il préconise le retour au travail comme moyen principal de la lutte contre la pauvreté et dans le même temps contre un facteur d'entropie sociale. C'est dans ce cadre de pensée qu'est mis en place le système de l'hôpital général. Très rapidement la population enfermée dans les établissements parisiens atteint le seuil de 6 000 personnes, soit 1 % de la population de l'époque. Les provinces sont également gagnées par ce mouvement de réaction à la misère et, à la veille de la Révolution, 32 hôpitaux généraux existent dans tout le pays. Mais ce mouvement dépasse largement la France, cette politique d'internement forcé des pauvres affecte l'ensemble des États européens. En Angleterre, dès 1575, un acte d'Élisabeth Ire institue des établissements visant « la punition des vagabonds et le soulagement des pauvres ». Les « Houses of correction » qui auraient dû être présentes dans chaque comté vont laisser la place aux workhouses qui dans la seconde moitié du XVIIIe siècle trouveront leur véritable expansion. Michel Foucault note qu'en « quelques années, c'est tout un réseau qui a été jeté sur l'Europe. » En Hollande, en Italie, en Espagne, en Allemagne se créent également des lieux d'internement de même nature.
Cette politique d'enfermement systématique apparaît maintenant inhumaine et dangereuse sur le plan sanitaire. De nombreuses références existent, notamment les monographies consacrées à l'histoire d'un Hôpital : L'Hôtel-Dieu et l'hôpital général de Meaux aux XVIIe et XVIIIe siècles : étude des institutions et des populations reçues. Elle est contestée par les philosophes des Lumières et finalement abandonnée. En France, la Révolution enclenche une évolution dans la conception de la pauvreté. La pauvreté devient l'expression de dysfonctionnements dans la société. À la suite d'un vote de la Convention girondine, le décret du 19 mars 1793 affirme, conjointement au droit au travail, le droit à l'assistance pour tout homme hors d'état de travailler ; les secours publics sont une « dette sacrée ». Un traitement laïc et social de celle-ci nécessite un questionnement de son origine et induit de nouvelles réponses. À partir du moment où le principal facteur de la pauvreté est un facteur économique, bien que le discours moral ne soit pas absent des débats de l'époque, le principe de la redistribution des richesses et des allocations devient possible et même nécessaire aux nouveaux principes de la République. Les personnes prises en charge font partie de catégories spécifiques : veuves, orphelins.
La Déclaration et programme d'action de Vienne affirment que l'extrême pauvreté et l'exclusion sociale sont des violations de la dignité humaine. L'article 30 de la Charte sociale européenne aussi assure la protection contre la pauvreté et l'exclusion sociale.
Avec des nuances dans l'analyse ou la vision politique, la mise en place dans des pays développés de l'État-providence va contribuer à étendre l’aide sociale sous la pression d'hommes aussi divers que Charles Booth, Benjamin Seebohm Rowntree et David Lloyd George (en Angleterre), Villermé (France) et Bismarck (Allemagne).
Aux États-Unis, environ 80 % des personnes inculpées pour des crimes passibles d'une peine supérieure à un an d'incarcération vivent dans la pauvreté.

### Formes

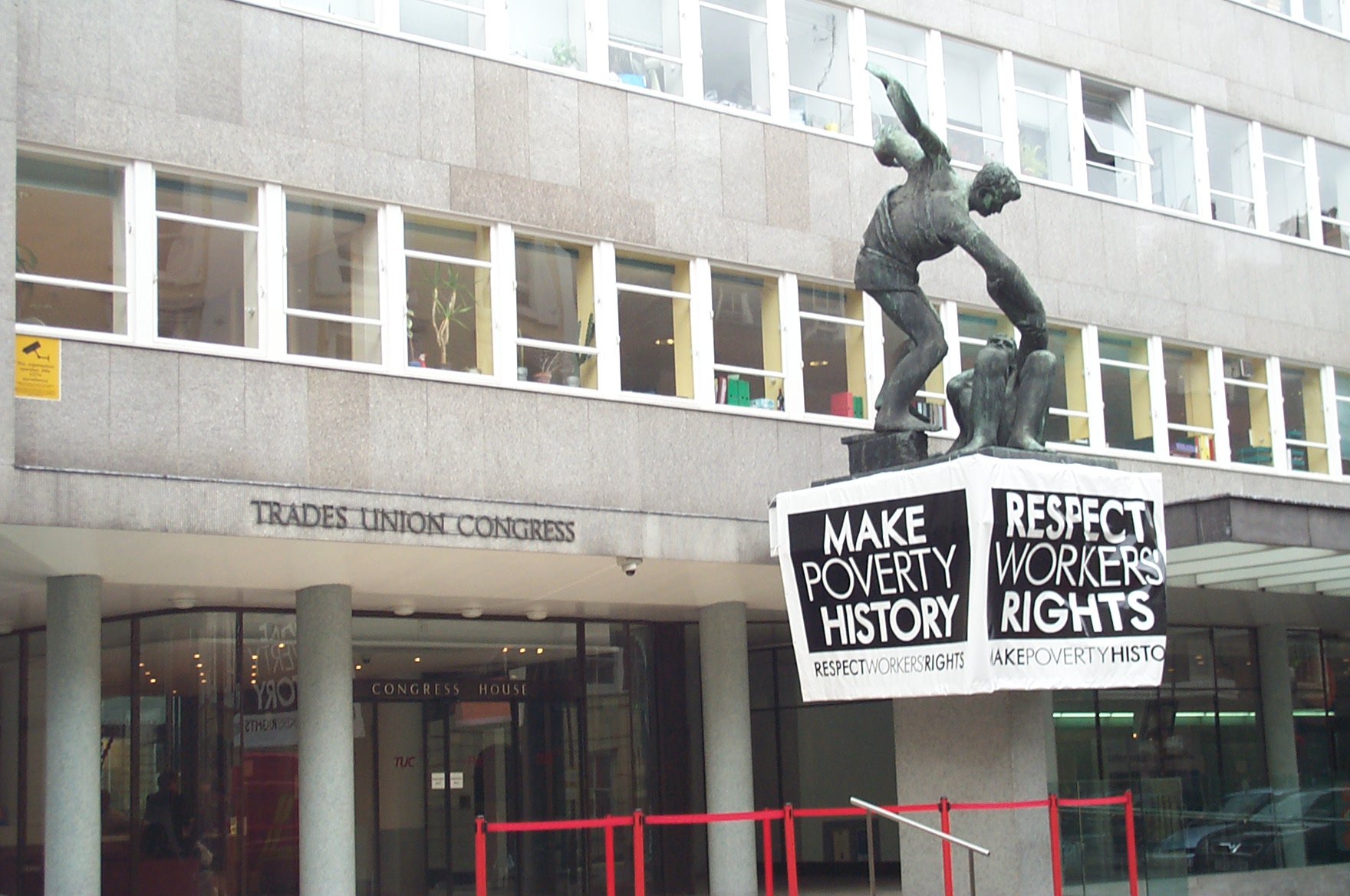
La banderole Make Poverty History devant le siège du Trades Union Congress, à Londres.

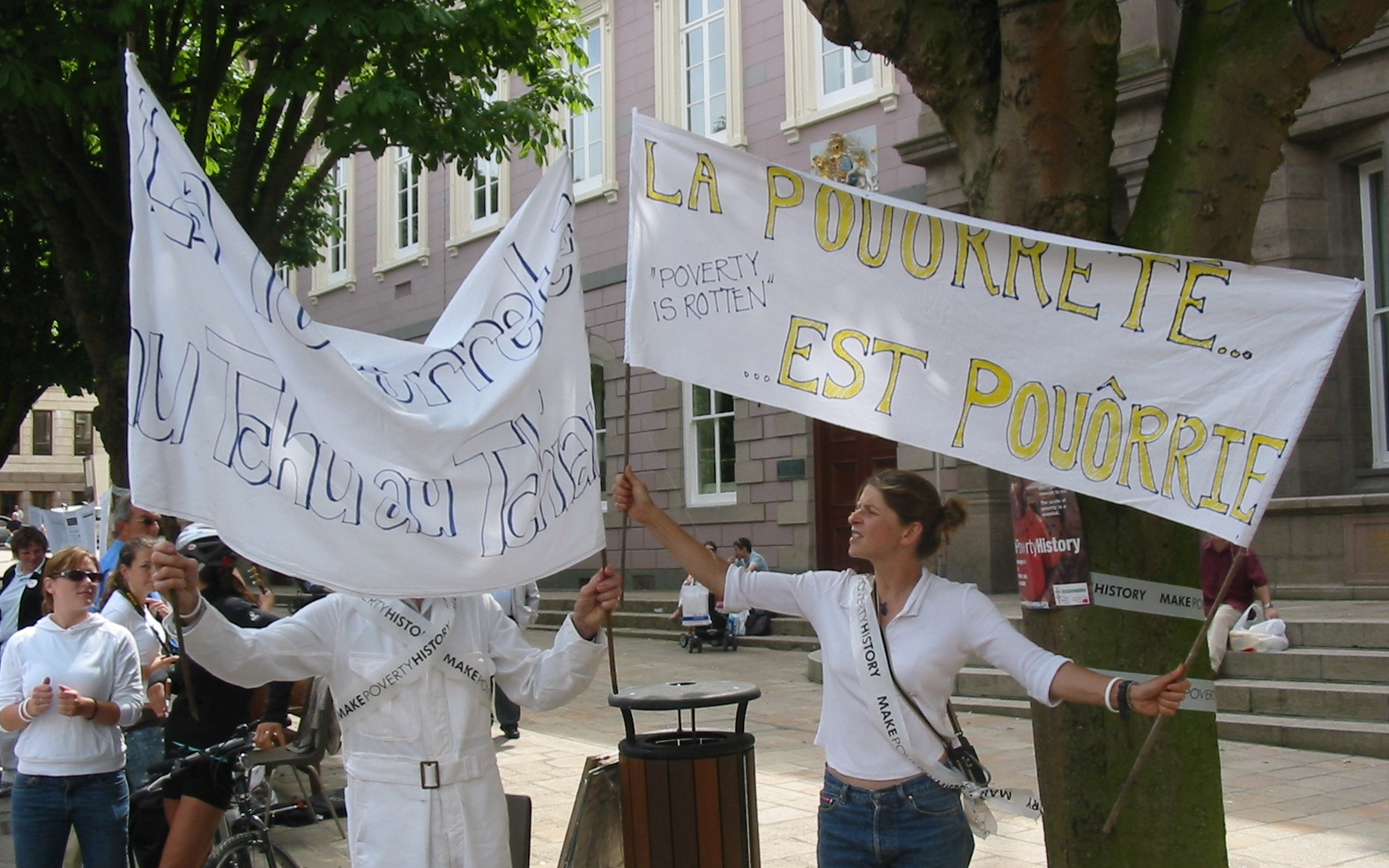
Banderole en jersiais à Jersey : « La pauvreté est pourrie » lors d'une manifestation.

- Selon le lieu et l'époque, plusieurs orientations d'ensemble peuvent être envisagées :
  - institutions caritatives (là encore avec une impulsion religieuse), aidant les pauvres et faisant appel au public ou aux autorités pour se financer ;
  - assurances privées, par exemple dans le cadre d'une coopération (économie sociale) (notamment « caisse de secours » syndicale ou mutuelle de santé en France) ;
  - intervention de l'État, sous différentes formes ;
  - mobilisation de la population et des institutions pour un meilleur respect des droits humains[55] ;
  - révolution.

- De même, la palette des formes d'action qui peut être très large (voire parfois contenir des mesures répressives) :
  - aides en argent ;
  - aides en nature ou, équivalent moderne, en bons d'achat utilisables seulement pour certains produits ;
  - accès à des services réservés (aide au logement, logement social) ;
  - fourniture de travail, ponctuel ou régulier ;
  - créer des possibilités de rencontre entre personnes en situation de pauvreté et des personnes d'autres milieux ;
  - stimuler et valoriser la participation citoyenne des personnes en situation de pauvreté ;
  - répression de l'oisiveté, de la mendicité ;
  - encouragement à la migration, (parfois : expulsion) ;
  - contrôle des naissances, parfois sélectif ;

- Enfin, les populations aidées varient également :
  - vieillards et invalides ;
  - familles monoparentales : veuves ou femmes chargées de famille ;
  - enfants en général, orphelins, enfants abandonnés faute de ressources ou pour raison sociale, lorsque l'enfant hors mariage est associé à « une faute » ;
  - adultes en âge d'activité sans problème de santé mais au chômage ;
  - les marginaux.

### Intervention étatique
Chaque État-membre de l'OCDE et de la banque mondiale est invité à rédiger et mettre en œuvre un Document de stratégie pour la réduction de la pauvreté et l'ONU a de nombreuses politiques encourageant cette réduction, dans le cadre des objectifs du millénaire notamment.

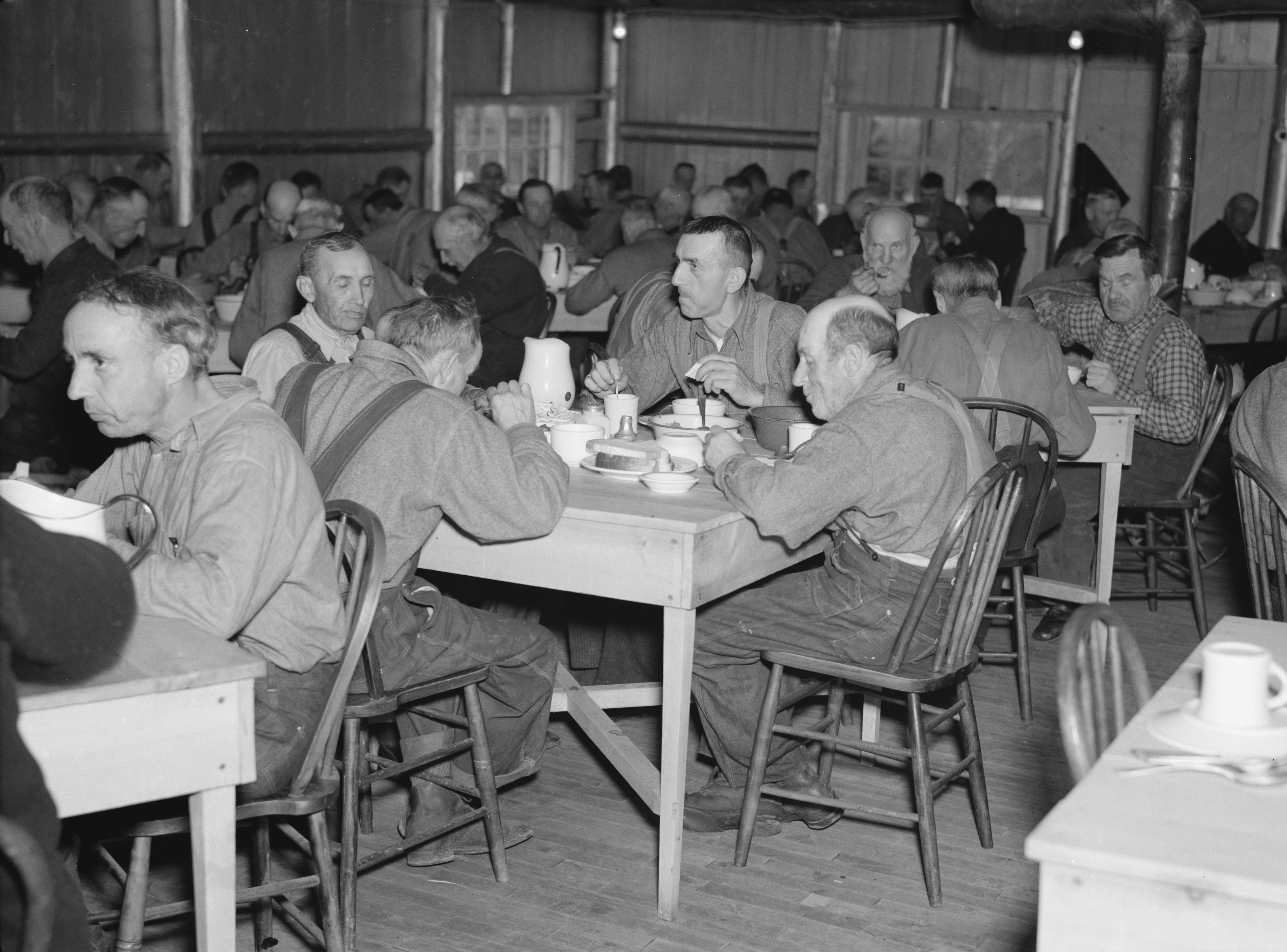
Russell Lee, Men in transient camp near Hagerman Lake, Michigan - Repas dans un camp de chômeurs dans les années 1930 aux États-Unis.

Depuis le XIXe siècle, certains pays occidentaux ont tenté de remédier à la pauvreté en instituant des garanties de ressources minimales.
Pour les enfants :
- principe de gratuité des études primaires ;
- allocations familiales ;
- interdiction de travail trop dur avant un âge donné (bien que la lutte contre la pauvreté future du travailleur physiquement mal développé n'ait été en l'occurrence qu'un souci secondaire par rapport à celui de disposer de soldats physiquement aptes…[réf. nécessaire]),
- institutions pour orphelins et enfants abandonnés, et, plus récemment, pour enfants retirés à leurs parents jugés inaptes.

Pour les adultes, l'État peut chercher à :
- réglementer le travail (salaire minimum, protectionnisme afin de protéger le travail et donc les revenus existant), ou au contraire à le déréglementer pour favoriser le dynamisme économique ;
- organiser la circulation des denrées fondamentales (prix maximum ; mise en réserve et distribution par le souverain, ainsi qu'il est attesté dans les civilisations les plus anciennes) ;
- favoriser des institutions caritatives ou sociales ;
- souvent, organiser des programmes de « grands travaux » assurant du travail au peuple, du moins en apparence (car pour financer ces travaux, il faut taxer d'autres agents économiques, ce qui limite leurs ressources nécessaires à la réalisation de leurs propres projets : l'effet global n'est donc pas forcément positif, tout dépend du type d'action, et de la valeur réelle de l'ouvrage — une muraille, une route, l'assèchement de marais ou la construction d'une pyramide n'ont pas, à long terme, les mêmes effets sur la pauvreté).

Mais c'est surtout au milieu du XXe siècle que certains États s'engagent dans un programme d'intervention directe massive, en prenant le contrôle des institutions privées (caisses de retraite, assurances chômage) et en diversifiant ses interventions.
Ces interventions qui correspondent à « la grande transformation », selon l'expression de Karl Polanyi, ont été appliquées, selon lui, par les pays de l'OCDE à partir de 1930 dans le cadre de l'État-providence (intervention de l'État dans l'économie) dont le but essentiel est de recréer les conditions de base afin de re-solidariser leurs citoyens et de réduire pauvreté et inégalités. Ces aides perdent en revanche leur caractère familial, affectif et personnel.
Dans certains pays, l’État soutient des initiatives de type microcrédit.
Les aides au revenu sans condition d'utilisation sont plus récentes. L'Allemagne fut l'une des premières à l'établir. En France, le revenu de solidarité active (RSA) fait partie de ce filet de sécurité destiné à garantir à ses bénéficiaires un revenu minimum.
Ces efforts soutenus depuis la fin de la Seconde guerre mondiale n'ont pas pu mettre fin à la pauvreté. Ils ont montré plus d'efficacité dans la réduction des inégalités que dans la lutte contre la pauvreté. La capitalisation des ressources des caisses sociales peut être évaluée à des milliards d'euros ou de dollars dans les pays riches, mais le problème est toujours d'actualité. Les exemples français et américain sont, à cet égard, représentatifs. Les allocations familiales, de chômage et de retraite représentent un quart du PIB national français, pourtant le pays compte plus de trois millions de pauvres qui représentent 7 % de la population en 2005[pertinence contestée],. Selon les estimations de la même année, les États-Unis, qui produisent presque 15 % de la richesse mondiale, comprennent plus de 48 millions de pauvres, soit un taux de 17,1 %[pertinence contestée], qui font de ce pays le premier de l'OCDE de ce point de vue, très loin devant le Danemark, dernier de la liste, qui compte 232 000 pauvres, soit un taux de 4,3 %. Le fatalisme, le refus de travailler, le chômage de longue durée qui rend le chômeur inemployable ou presque (par effet d'hystérésis), le travail intermittent et non déclaré, l'incapacité de faire prévaloir ses droits à cause de l'analphabétisme ou d'une éducation insuffisante font que la personne frappée de la pauvreté ne peut pas s'inscrire, cotiser et bénéficier, en fin de compte, des prestations des caisses sociales.

### Intervention à l'échelle mondiale

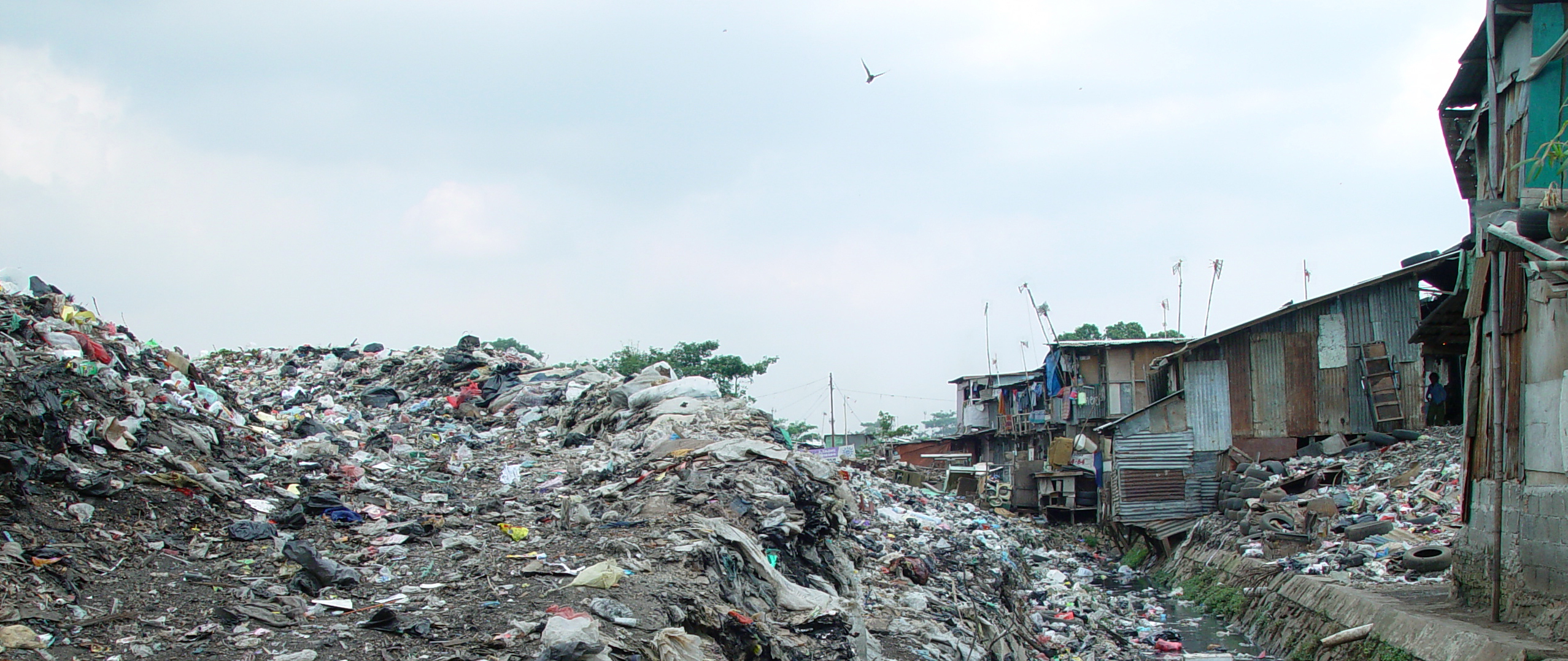
Un bidonville à Jakarta.

En 1987, le Rapport Brundtland, fondateur du concept de développement durable, faisait le constat d'« un avenir compromis », et identifiait la pauvreté comme l'un des symptômes de cette situation. En 1992, lors du sommet de la Terre de Rio de Janeiro, un chapitre de l'Agenda 21 fut consacré à la lutte contre la pauvreté, exprimée en ces termes : « Une stratégie visant à lutter spécifiquement contre la pauvreté est donc l’une des conditions essentielles pour assurer un développement durable ».
L'ONU a mis en place un plan de réduction de la pauvreté au sein de ses Objectifs du millénaire, ratifiés en 2000 par les États membres, et qui est depuis une priorité mondiale. Le premier objectif du millénaire se donne deux cibles :
1. « réduire, entre 1990 et 2015, la proportion de personnes dont le revenu est inférieur à un dollar par jour, ce qui concerne plus d'un milliard de personnes. »
2. « une réduction des populations souffrant de faim entre 1990 et 2015. Elle concerne, selon l'Organisation des Nations Unies pour l'alimentation et l'agriculture (FAO), environ 840 millions de personnes : un chiffre en constante augmentation notamment avec l'explosion démographique mondiale. ».

L'« éradication de la pauvreté » est l'un des principaux objectifs de la Conférence des Nations unies sur le développement durable, qui eut lieu à Rio de Janeiro du 20 au 22 juin 2012.
La Banque mondiale a pour mission de lutter contre la pauvreté en finançant des projets pouvant réduire la misère. L'Unicef lutte en particulier contre la pauvreté des enfants. Certaines organisations non gouvernementales luttent également contre la pauvreté : Oxfam, ATD Quart Monde.
Le problème posé par la lutte contre la pauvreté, une mission qui fait tellement l’unanimité qu’elle ne nécessite ni argumentation, ni justification, est qu’elle occulte largement le débat sur les inégalités en matière de revenus comme de patrimoine.

### Évaluation des politiques publiques
Comme dans les autres domaines politiques, l'évaluation de l'efficacité des politiques de luttes contre la pauvreté est très peu développée. Néanmoins, le domaine commence à percer, avec la constitution d'équipe de recherche qui publient des résultats précis et exploitables, et l'attribution de prix prestigieux à des chercheurs du domaine et leur apparition dans des médias grand public.
Dans Population Matters, les éditeurs présentent une série d'articles réalisés par des économistes, relus par des spécialistes d'analyse politique, qui s'intéressent aux conséquences du boom démographique dans les pays émergents sur leur développement économique et discutent les choix politiques de ces pays depuis la fin de la Seconde Guerre mondiale en termes de croissance, de réduction de la pauvreté et des inégalités ainsi que du développement d'une agriculture durable. Les résultats sont catégoriques et en opposition aux propositions tenues jusqu'alors. Ces études soulignent l’efficacité du contrôle des naissances dans la réduction de la pauvreté. Plus précisément (voir introduction page 6 et aussi Lori S. Ashford) :
- la croissance rapide de la population a eu un impact négatif sur le développement économique et contribue globalement et durablement à l'augmentation de la pauvreté ;
- une réduction rapide du taux de fertilité a un impact positif sur la réduction de la pauvreté et de ses effets. « The new findings suggest more strongly than before that past high fertility in poor countries has been a partial cause to the persistency of poverty - both for poor families that are large and via the kind of economy-wide effects that Malthus theorized about, for poor family even if they are small. » ;
- les conclusions sont moins tranchées concernant spécifiquement le développement rural. La croissance démographique n'est qu'une des composantes parmi d'autres. Les choix urbains, la politique des prix le sont tout autant.

## Citation
« Les paysans les plus pauvres du monde vivent majoritairement en Afrique. L'homme le plus pauvre du monde est sans doute l'un d'eux. C'est une femme, une femme africaine. »

Selon l'agronome René Dumont : « Tous les jours elle doit marcher plus de deux heures pour se rendre à son lieu de travail. Elle porte sur sa tête jusqu'à 50 kg de charges, sur son dos son dernier enfant et dans le ventre, bien souvent, un enfant à naître. Au Zaïre, 70 % des tâches domestiques ou de production sont faites par des femmes. Les jeunes filles sont mises à contribution dès l'âge de 10 ans. Elles pilent le manioc, s'occupent des enfants plus jeunes. À 14 ans, elles seront mariées ».
René Dumont raconte la suite de leur existence. Il a rencontré dans un village du Sénégal ce qu'il appelle des « paysans-pachas » : « Ils gardent auprès d'eux l'une de leurs coépouses et envoient les autres travailler en ville pour un an, pour y gagner la vie du « ménage ». Ces femmes travaillent douze heures par jour et seront jugées à leur retour au village par leur famille et leur mari au poids de leurs cadeaux. »
Selon l'économiste Daniel Cohen :

« Il n'est pas excessif de dire que les femmes africaines sont les esclaves d'aujourd'hui. L'exploitation des femmes n'est pas seulement une insulte au reste de l'humanité qui en accepte hypocritement l'existence. Elle provoque un cercle auto-entretenu de pauvreté et d'exploitation. L'esclavage des femmes dispense en effet les hommes d'investir dans la machine. L'épargne sert à acheter une autre femme, qui donnera d'autres enfants qui travailleront pour le père ou seront vendus, si ce sont des filles. »

## Sources
- Cet article est partiellement ou en totalité issu de la page « Rapport mondial de suivi de l'éducation 2019: rapport sur l'égalité des genres: Bâtir des ponts pour promouvoir l'égalité des genres » de UNESCO, le texte ayant été placé par l’auteur ou le responsable de publication sous la CC BY-SA 3.0 IGO

### Filmographie
- Le Kid, Charlie Chaplin, 1921
- Los Olvidados, Luis Buñuel, 1950
- Les Tuche, Olivier Baroux, 2011